# Мисс Вселенная 2019
Мисс Вселенная 2019 года (англ. Miss Universe 2019) — 68-й международный конкурс красоты. Был проведён 8 декабря 2019 года, в зале Tyler Perry Studios, в столице штата Джорджия, Атланта. Победительницей конкурса стала представительница ЮАР Зозибини Тунзи.
Ведущим вечера, в пятнадцатый раз, был Стив Харви. Оливия Калпо и Ванесса Лаше были фоновыми ведущими. На сцене выступила Элли Брук. Новая корона была изготовлена Mouawad.

## Закулисье

### Место проведения
В декабре 2018 года, филиппинский политик и бизнесмен Чавит Сингсон, спонсировавший Мисс Вселенная 2016, заявил, что конкурс красоты проводимый в 2019 году будет проходить в столице Южной Кореи — Сеуле, где в 1960 году проводился предыдущий конкурс. Он добавил, что будет помогать в подготовке к проведению конкурса в Южной Корее, хотя на тот момент детали не были окончательно определены. Сами организаторы Мисс Вселенная никогда не подтверждала это Позже, в апреле 2019 года, сообщалось, что возможным местом проведения будут, как Филиппины, так и Рио-де-Жанейро, Бразилия. Интерес к Филиппинам вырос после победы Катрионы Грей в 2018 году. Тем временем, ЮНЕСКО объявило Рио-де-Жанейро мировой столицей архитектуры на 2020 год и по сообщениям, планирует провести больше международных событий в городе. В августе 2019 года выяснилось, что также Израиль заинтересован в проведении конкурса. С планом, разработанным продюсерами Дэнни Бенэмом и Ассафом Блехером, переговоры о проведении конкурса в Израиле возникли после успешного проведения музыкального конкурса Евровидение 2019. Если они не примут у себя в 2019 году, то заинтересованы в проведении конкурса в 2020 году. Однако, проведение конкурса в Израиле вызовет трудности в отношении многочисленных участников из стран, которые не признают Израиль. Этим участникам потребуется специальное разрешение для въезда в страну.
В мае 2019 года, Ришель Сингсон-Майкл, дочь Чавита Сингсона, заявила, что Филиппины были одной из нескольких стран, которые претендовали на проведение конкурса и что, LCS Group стремится принять гостей на территории Филиппин или Южной Корее.
31 октября 2019 года, организаторами «Мисс Вселенная» было сообщено, что конкурс красоты пройдёт 8 декабря 2019 года в США.

### Выбор участников
Делегаты из 90 стран и территории примут участие в конкурсе красоты. Ангелина Флор Пуа победительница Мисс Бельгия 2018, была выбрана для участия на Мисс Вселенная 2019, а её преемница Елена Кастро Суарез, победительница Мисс Бельгия 2019, примет участие на Мисс мира 2019. Победительница Мисс Франция 2018 года, Маева Кук и победительница Мисс Франция 2019 года Ваймалама Чавес, после объявления победительница 2019 года, организаторы «Мисс Франция» решили не участвовать в международном конкурсе. Вартика Сингх, представительница Индии, была выбрана на другом конкурсе красоты, Miss Diva. В прошлом, представительница Индии представляла в другом конкурсе красоты Мисс Гранд Интернешнл 2015. Ольга Булава представительница Польши, национальные организаторы отказалась от участия в конкурсе. Фиона Тенута, представительница Уругвая, выбранная Осмел Соуза, руководителем Мисс Уругвай, через кастинг, после того, как организаторы не смогли найти достаточно спонсоров для проведения реального конкурса. Хоанг Туи, представительница Вьетнама, была выбрана Зыонг Чыонг Тхьен Ли, руководителем национального конкурса красоты. Остальные участницы были отобраны после победы на соответствующих национальных конкурсах или получения специального дополнительного звания на национальном конкурсе.
В конкурсе дебютировали Бангладеш и Экваториальная Гвинея, и вернувшиеся страны-участницы Литва, Сиерра-Леоне и Танзания; Литва не участвовала с 2014 года, Сьерра-Леоне с 2016 год и Танзания с 2017 года. Гана, Греция, Гватемала, Венгрия, Кыргызстан, Ливан, Россия, Шри-Ланка, Швейцария и Замбия отказались от участия. Гана не примет участие; вернётся к участию в 2020 году. Организаторы в Греции отказалась от участия после того, как их выбранная участница, Эрика Колани не смогла участвовать в соревнованиях по неизвестным причинам. Кыргызстан вышел из конкурса после того, как их избранная участница Эльмара Буранбаева решила не участвовать в каком-либо международном конкурсе. Ливан отказался участвовать в конкурсе из-за протестов в Ливане. Алина Санько, представительница России, была заявлена на Мисс мира 2019 и Мисс Вселенная 2019, но из-за близости дат проведения двух конкурсов красоты, отказалась от участия в последнем конкурсе красоты. Организаторы Мисс Россия не смогли представить замену из-за того, организаторам Мисс Вселенная больше времени, чтобы опубликовать подробную информацию о дате и месте проведения, что затруднило бы получение визы в США. Замбия отказалась от участия из-за финансовых вопросов. Гватемала, Венгрия, Шри-Ланка и Швейцария отказались от участия из-за не проведения национального конкурса или выбора победительницы на местном уровне.

## Конкурс красоты

### Формат
Как было представлено в 2018 году, двадцать полуфиналисток были выбраны из списка участниц, путём закрытого собеседования и предварительного конкурса, выход в купальниках и вечерних платьях.

### Судьи
- Габи Эспино — Венесуэльская актриса[32]
- Сазан Хендрикс — Американская деловая женщина и личность в социальных сетях[33]
- Риё Мори[a] — Мисс Вселенная 2007 из Японии[35]
- Кара Мунд[англ.] — Мисс Америка 2018[англ.][36]
- Бозома Сент-Джон[англ.] — Американский предприниматель и руководитель отдела маркетинга[37]
- Кристл Стюарт[a] — Американская актриса и Мисс США 2008[38]
- Паулина Вега — Мисс Вселенная 2014 from Colombia[39]

## Результаты
| Итоговый результат  | Участница |
| ------------------- | --- |
| Мисс Вселенная 2019 | - ЮАР — Зозибини Тунзи |
| 1-я Вице мисс       | - Пуэрто-Рико — Мэдисон Андерсон |
| 2-я Вице мисс       | - Мексика — София Арагон |
| Топ 5               | - Колумбия — Габриэла Тафур - Таиланд — Павинсуда Друин |
| Топ 10              | - Франция — Маева Кук - Исландия — Бирта Абиба Пораллсдоттир - Индонезия — Фредерика Алексис Калл - Перу — Келин Ривера - США — Чесли Крист |
| Топ 20              | - Албания — Синди Марина - Бразилия — Джулия Орта - Хорватия — Мия Ркман - Доминиканская Республика — Клаувид Дали - Индия — Вартика Сингх - Нигерия — Олутосин Арароми - Филиппины — Газини Ганадос - Португалия — Сильви Силва - Венесуэла — Талия Олвино - Вьетнам — Хоанг Туи |

### Специальные награды
| Специальные награды        | Участница                    |
| -------------------------- | ---------------------------- |
| Лучший национальный костюм | - Филиппины — Газини Ганадос |
| Мисс Конгениальность       | - Польша — Ольга Булава      |

## Участницы

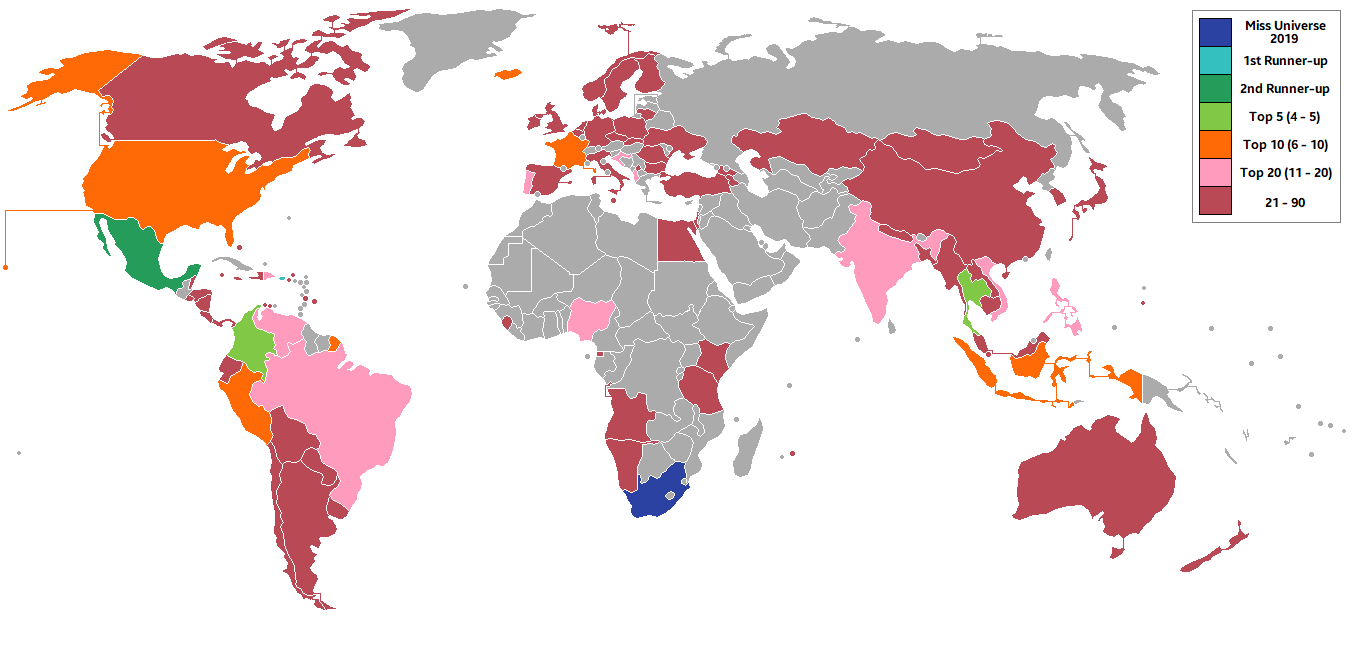
Страны участницы

Список из 90 участниц, которые примут участие в конкурсе красоты
| Странау/Территория                  | Участница                 | Возраст | Родной город/регион     |
| ----------------------------------- | ------------------------- | ------- | ----------------------- |
| Албания                             | Синди Марина              | 21      | Шкодер                  |
| Ангола                              | Салетт Мигель             | 20      | Кванза                  |
| Аргентина                           | Марияна Варела            | 21      | Авелланеда              |
| Армения                             | Даяна Давтян              | 20      | Ереван                  |
| Аруба                               | Данна Гарсия              | 20      | Ораньестад              |
| Австралия                           | Прия Серрао               | 27      | Мельбурн                |
| Багамские Острова                   | Тареа Стурруп             | 24      | Большой Багама          |
| Бангладеш                           | Ширин Актёр Шела          | 23      | Тхакургаон              |
| Барбадос                            | Шанель Ифилл              | 20      | Бриджтаун               |
| Бельгия                             | Анджелина Флор Пуа        | 24      | Антверпен               |
| Белиз                               | Дестини Арнольд           | 26      | Роринг-Крик             |
| Боливия                             | Фабиана Хуртадо           | 21      | Санта-Крус-де-ла-Сьерра |
| Бразилия                            | Жулия Орта                | 25      | Жуис-ди-Фора            |
| Виргинские Острова (Великобритания) | Бриа Смит                 | 25      | Тортола                 |
| Болгария                            | Лора Асенова              | 25      | Бяла-Слатина            |
| Камбоджа                            | Сомнанг Алина             | 18      | Пномпень                |
| Канада                              | Алисса Бостон             | 24      | Текумсе                 |
| Острова Кайман                      | Кадея Бодден              | 23      | Бодден Таун             |
| Чили                                | Джеральдин Гонсалес       | 19      | Кончали                 |
| Китай                               | Рози Чжу Синь             | 26      | Хэбэй                   |
| Колумбия                            | Габриэла Тафур            | 24      | Кали                    |
| Коста-Рика                          | Паола Чакон               | 27      | Сан-Хосе                |
| Хорватия                            | Миа Ркман                 | 22      | Корчула                 |
| Кюрасао                             | Кирша Аттаф               | 25      | Виллемстад              |
| Чехия                               | Барбора Ходачова          | 23      | Теплице                 |
| Дания                               | Катя Стокгольм            | 23      | Оденсе                  |
| Доминиканская Республика            | Клавид Дали               | 19      | Пунта-Кана              |
| Эквадор                             | Кристина Идальго          | 22      | Гуаякиль                |
| Египет                              | Диана Хамед               | 24      | Каир                    |
| Сальвадор                           | Зулейка Солер             | 25      | Ла-Уньон                |
| Экваториальная Гвинея               | Серафина Эйена            | 20      | Ньефанг                 |
| Финляндия                           | Анни Харьюнпяя            | 23      | Састамала               |
| Франция                             | Маэва Кук                 | 25      | Фужер                   |
| Грузия                              | Тако Адамия               | 24      | Тбилиси                 |
| Германия                            | Мириам Раутерт            | 23      | Берлин                  |
| Великобритания                      | Эмма Дженкинс             | 26      | Лланелли                |
| Гуам                                | Сисси Ло                  | 18      | Тамунинг                |
| Гаити                               | Габриэла Вальехо          | 26      | Петьонвиль              |
| Гондурас                            | Розмарин Арауз            | 26      | Сан-Педро-Сула          |
| Исландия                            | Бирта Абиба Пораллсдоттир | 19      | Мосфедльсбайр           |
| Индия                               | Вартика Сингх             | 26      | Лакхнау                 |
| Индонезия                           | Фредерика Алексис Калл    | 20      | Джакарта                |
| Ирландия                            | Фионнгуала О'Рейлли       | 25      | Дублин                  |
| Израиль                             | Селла Шарлин              | 22      | Бейт Израиль            |
| Италия                              | София Тримарко            | 20      | Буччино                 |
| Ямайка                              | Яна Тикл Гарсия           | 19      | Монтего-Бей             |
| Япония                              | Ако Камо                  | 21      | Кобе                    |
| Казахстан                           | Альфия Ерсайын            | 18      | Атырау                  |
| Кения                               | Стейси Мичуки             | 18      | Найроби                 |
| Республика Корея                    | Ли Ён Джу                 | 20      | Инчхон                  |
| Косово                              | Фатбардха Ходжа           | 21      | Речане                  |
| Лаос                                | Вичитта Поневилай         | 24      | Вьентьян                |
| Литва                               | Паулита Балтрушайтите     | 21      | Вильнюс                 |
| Малайзия                            | Швета Сехон               | 22      | Куала-Лумпур            |
| Мальта                              | Тереза Руглио             | 23      | Слима                   |
| Маврикий                            | Орнелла ЛаФлеш            | 21      | Бо-Бассен — Роз-Хилл    |
| Мексика                             | София Арагон              | 25      | Гвадалахара             |
| Монголия                            | Гунзая Бат-Эрдене         | 24      | Улан-Батор              |
| Мьянма                              | Све Цин Тет               | 20      | Пхаан                   |
| Намибия                             | Надя Брейтенбах           | 24      | Виндхук                 |
| Непал                               | Прадипта Адхикари         | 23      | Катманду                |
| Нидерланды                          | Шэрон Пиексма             | 24      | Роттердам               |
| Новая Зеландия                      | Даймонд Ланги             | 27      | Окленд                  |
| Никарагуа                           | Инес Лопес                | 19      | Манагуа                 |
| Нигерия                             | Олутосин Арароми          | 25      | Джалинго                |
| Норвегия                            | Элен Абилдснес            | 20      | Кристиансанн            |
| Панама                              | Мехр Элиэзер              | 22      | Панама                  |
| Парагвай                            | Кетлин Лоттерманн         | 25      | Санта Рита Округ        |
| Перу                                | Келин Ривера              | 26      | Арекипа                 |
| Филиппины                           | Газини Ганадос            | 23      | Талисай                 |
| Польша                              | Ольга Булава              | 28      | Свиноуйсьце             |
| Португалия                          | Сильви Сильва             | 20      | Гимарайнш               |
| Пуэрто-Рико                         | Мэдисон Андерсон          | 24      | Тоа Баха                |
| Румыния                             | Дорина Чихая              | 26      | Яссы                    |
| Сент-Люсия                          | Бебиана Мангал            | 23      | Кастри                  |
| Сьерра-Леоне                        | Мари Эстер Бангура        | 22      | Порт-Локо               |
| Сингапур                            | Мохана Прабха             | 24      | Сингапур                |
| Словакия                            | Лаура Лонгауерова         | 24      | Детва                   |
| ЮАР                                 | Зозибини Тунзи            | 26      | Цоло                    |
| Испания                             | Натали Ортега             | 19      | Барселона               |
| Швеция                              | Лина Юнгберг              | 22      | Эстергётланд            |
| Танзания                            | Шубила Стентон            | 23      | Морогоро                |
| Таиланд                             | Павинсуда Друин           | 26      | Бангкок                 |
| Турция                              | Билги Айдогмуш            | 23      | Стамбул                 |
| Украина                             | Анастасия Суббота         | 26      | Запорожье               |
| США                                 | Чесли Крист               | 28      | Шарлотт                 |
| Виргинские Острова (США)            | Андреа Пекуч              | 25      | Шарлотта-Амалия         |
| Уругвай                             | Фиона Тенута              | 21      | Пунта-дель-Эсте         |
| Венесуэла                           | Талия Олвино              | 20      | Валенсия                |
| Вьетнам                             | Хоанг Туи                 | 27      | Тханьхоа Hóa            |

## Разное
1. 1 2  Американская актриса и Мисс США 2015 Оливия Джордан появилась в качестве члена отборочной комиссии во время предварительного конкурса вместо Мори и Стюарта по неизвестным причинам.[34]